# Словачки национални музеј
Словачки национални музеј (слч. Slovenské národné múzeum) је најважнија институција која се фокусира на научно истраживање и културно образовање у области музеологије у Словачкој. Њени почеци "повезани су са настојањима словачке нације за националном еманципацијом и самоодређењем".
Седиште музеја је у Братислави, међутим, Словачки национални музеј представља 18 специјализованих музеја, од којих се већина налази изван овог града.

## Историја
Словачки национални музеј (СНМ) основан је 1961. године. Његово порекло лежи у музеју Матице Словачке и музеју Националне куће у Мартину, који је развило словачко музеолошко друштво. Прва стална изложба обезбеђена из националне збирке отворена је у Мартину 1908. године. Музеј је сакупљао археолошке, етнографске, историјске, нумизматичке, историјско уметничке, уметничке и природно-научне збирке. Словачки национални географски и историјски музеј основан је у Братислави 1924. године од стране Друштва Словачког националног географског и историјског музеја. Пољопривредни музеј, одељење Чехословачког пољопривредног музеја у Прагу, основан је исте године у Братислави. 1940. године Словачки национални географски и историјски музеј и Пољопривредни музеј спојени су у Словачки музеј. 1961. Словачки музеј и Словачки национални музеј у Мартину припојени су Словачком националном музеју са седиштем у Братислави.
11. марта 2012. године, дворац Красна Хорка (део СНМ-а) оштећен је због пожара када су два дечака запалила цигарете и неопрезним коришћењем упаљача запалила траву поред зграде. Пожар је уништио кров, али већина историјских колекција је била неоштећена. Очекивало се да ће се дворац поново отворити 2018. године, што је и уследило.

## Музеј данас
Словачки национални музеј најважнија је научно-истраживачка и културно образовна установа, са највећим и најбољим колекцијама у музеолошком пољу у Словачкој. Музеј је такође посвећен научно-истраживачким задацима и издавачкој активности. Штавише, СНМ је "координациони, методолошки, стручни саветодавни, статистички, образовни и информациони центар за целокупно подручје музеологије у Словачкој".

### Зграда
Седиште Словачког националног музеја налази се на Вајанском набрежју (улица на реци у старом граду Братиславе), заједно са Природњачким музејом. Изградња зграде, коју је пројектовао архитекта М.М. Харминц, почела је јула 1925. године, а завршена је 1928. године. Музеј је отворен 4. маја 1930. године. На крају Другог светског рата, током ослобађања Братиславе, зграда је оштећена у ваздушном нападу. Обнову после рата извршио је архитекта М. М. Харминц.

### Сећање на Михала Милана Хармница
Од 21.11.2019. до 31.5.2020. године обележава се 150. годишњица рођења и 55. годишњица смрти Михала Милана Харминца, важног словачког архитекте и градитеља прве половине 20. века, који је оставио трајни траг у историји Словачког националног музеја, као пројектант и градитељ три његова дела у Мартину и Братислави. Ове зграде спадају у преломне радове Харминцове грађевинске каријере, свака од њих представља различиту фазу његовог рада, а све три су национални споменици културе.
Михал Милан Харминц је од 1897. до 1951. створио преко 300 зграда на територији бивше Аустро-Угарске империје и њених држава наследница - Србије, Мађарске, Румуније, Украјине и посебно Словачке.

## Специјализовани музеји и одељења
| Име                                | Словачко име                          | Локација                                               |
| ---------------------------------- | ------------------------------------- | ------------------------------------------------------ |
| Природњачки музеј                  | Prírodovedné múzeum                   | Братислава                                             |
| Археолошки музеј                   | Archeologické múzeum                  | Братислава                                             |
| Историјски музеј                   | Historické múzeum                     | Дворац Братислава                                      |
| Музеј музике                       | Hudobné múzeum                        | Дворац Братислава                                      |
| Етнографски музеј                  | Etnografické múzeum                   | Мартин                                                 |
| Музеј Андреја Кмета                | Múzeum Andreja Kmeťa                  | Мартин                                                 |
| Музеј словачког села               | Múzeum slovenskej dediny              | Мартин                                                 |
| Музеј Мартин Бенка                 | Múzeum Martina Benku                  | Мартин                                                 |
| Музеј чешке културе у Словачкој    | Múzeum kultúry Čechov na Slovensku    | Мартин                                                 |
| Музеј ромске културе у Словачкој   | Múzeum kultúry Rómov na Slovensku     | Мартин                                                 |
| Музеј Карола Плицку                | Múzeum Karola Plicku                  | Блатњица (одељење музеја Мартин)                       |
| Музеј словачких националних савета | Múzeum Slovenských národných rád      | Мијава                                                 |
| Музеј Црвени камен                 | Múzeum Červený Kameň                  | Дворац Црвени камен                                    |
| Музеј Бетљар                       | Múzeum Betliar                        | Бетљар                                                 |
| Музеј Бојнице                      | Múzeum Bojnice                        | Дворац Бојнице                                         |
| Музеј Спиш у Љевочи                | Spišské múzeum v Levoči               | Љевоча                                                 |
| Музеј луткарске културе и играчака | Múzeum bábkarských kultúr a hračiek   | Дворац Модри Камен                                     |
| Музеј јеврејске културе            | Múzeum židovskej kultúry              | Братислава, такође изложено у Трнави, Жилини и Прешову |
| Музеј мађарске културе у Словачкој | Múzeum kultúry Maďarov na Slovensku   | Братислава                                             |
| Музеј културекарпатских Немаца     | Múzeum kultúry karpatských Nemcov     | Братислава                                             |
| Музеј украјинске културе           | Múzeum ukrajinskej kultúry            | Свидњик                                                |
| Музеј Људовита Штура               | Múzeum Ľudovíta Štúra                 | Модра                                                  |
| Музеј хрватске културе у Словачкој | Múzeum kultúry Chorvátov na Slovensku | Братислава- Дјевинска Нова Вес                         |